# فرانشيشك مورر
فرانشيشك مورر (بالبولندية: Franciszek Maurer)‏ هو مهندس معماري بولندي، ولد في 1918 في Łącko, Lesser Poland Voivodeship ‏ في بولندا، وتوفي في 2010 في غليفيتسه في بولندا.